# Petelia nigrivestita
Petelia nigrivestita är en fjärilsart som beskrevs av William Schaus 1911. Petelia nigrivestita ingår i släktet Petelia och familjen mätare. Inga underarter finns listade i Catalogue of Life.